# Aleksy III Komnen
Aleksy III Komnen (ur. 15 października 1338, zm. 20 marca 1390) – cesarz Trapezuntu od 12 grudnia 1349.

## Życiorys
Syn cesarza Bazylego i jego drugiej żony Ireny z Trapezuntu. Po śmierci ojca wyjechał z matką i braćmi do Konstantynopola, skąd powrócił 12 grudnia 1349. Koronowany 12 stycznia 1350. Swojego poprzednika Michała zesłał do klasztoru. Wraz z jego wstąpieniem na tron nastąpił koniec okresu wojen domowych. Jego rządy były najdłuższymi rządami w dziejach Cesarstwa Trapezuntu. 
W 1355 poskromił opozycję na czele z megasem duksem Niketasem Scholarisem. 
Jego nieślubnym synem był Andronik Komnen. Żoną była Teodora Kantakuzena. Swoje córki wydał za tureckich i turkmeńskich władców w Azji Mniejszej (m.in. Eudokia z Trapezuntu), a Annę za Bagrata V, króla Gruzji. Ich synami byli: Bazyli Komnen Młodszy i Manuel III Wielki Komnen. Ten ostatni został następca Aleksego III. 